# 1805 в Україні

## Особи

### Народились
- 5 січня Жевуський Адам Адамович (1805—1888) — російський генерал польського походження, землевласник в Україні.
- 11 лютого Скоропадський Іван Михайлович (1805—1887) — український меценат, громадський та культурно-освітній діяч.
- 29 березня Потоцький Болеслав Станіславович (1805—1893) — обер-шенк, дійсний статський радник, суспільний діяч з роду Потоцьких. Займався благодійністю у галузі народної освіти.
- 1 квітня Борисполець Платон Тимофійович (1805—1880) — художник, співученик і знайомий Тараса Шевченка.
- 21 червня Закревський Микола Васильович (1805—1871) — український історик, етнограф, художник, мовознавець і письменник.
- 11 жовтня Вишневський Карл Флоріанович (1805—1863) — український вчений у галузі ветеринарії, професор Харківського університету.
- 12 листопада Старицький Дмитро Михайлович (1805 — після 1871) — український театральний діяч, режисер-аматор і драматург 1860-х років.
- 28 грудня Вассіан (Чудновський) (1805—1883) — український релігійний діяч, церковний педагог. Ректор Чернігівської духовної семінарії у часи св. Філарета Гумілевського, магістр богослов'я.
- Калениченко Іван Йосипович (1805—1876) — український натураліст, доктор медицини, професор.
- Кир'яков Григорій Степанович (1805—1883) — краєзнавець, колекціонер, громадський діяч.
- Цих Володимир Францович (1805—1837) — науковець, професор, ректор Київського університету.

### Померли
- 20 лютого Самойлович Данило Самійлович (1744—1805) — український медик, засновник епідеміології в Російській імперії, фундатор першого в Україні наукового медичного товариства.
- 26 березня Станіслав Щенсний Потоцький (1751—1805) — шляхтич, державний та військовий діяч Речі Посполитої, Російської імперії, магнат, меценат. Претендент на польську корону. Руський воєвода (1785—1791).
- 23 травня Микола (Скородинський) (1751—1805) — церковний діяч, вихованець Барбареуму, доктор богослов'я, професор пасторального богослов'я, декан і ректор Львівського університету, з 1799 року — греко-католицький Львівський єпископ.
- Бер (Біркенталь) з Болехова (1723—1805) — галицький підприємець, автор спогадів.
- Гоголь-Яновський Опанас Дем'янович (1738—1805) — козацький писар Миргородського полку, секунд-майор, перекладач, домашній учитель.
- Лобисевич Опанас Кирилович (1732—1805) — письменник, один з піонерів українського національного відродження.
- Скаржинський Петро Михайлович (1741—1805) — представник давнього українського козацького роду Скаржинських, засновник херсонської лінії роду Скаржинських в Південній Україні, генерал-майор.

## Засновані, створені
- Миколаївське і Севастопольське військове губернаторство
- Верхньодніпровський повіт
- Олександрівський повіт (Катеринославська губернія)
- Слов'яносербський повіт
- Ніжинський державний університет імені Миколи Гоголя
- Ніжинська гімназія вищих наук
- Національний фармацевтичний університет
- Харківський національний медичний університет
- Харківський національний університет імені В. Н. Каразіна
- Вища Волинська гімназія
- Перша черкаська міська лікарня
- Зоологічний музей Київського університету
- Свято-Іоанно Богословська церква (Северинівка)
- Братолюбівка (Єланецький район)
- Виноградівка (Баштанський район)
- Доброолександрівка
- Доманівка
- Іванівка (Нижньобурлуцька сільська рада)
- Карпове-Кріпенське
- Кирилівка (смт)
- Ковалівка (Біляївський район)
- Козаченківка
- Кукільня
- Мар'янівка (Овідіопольський район)
- Миколаївка (Овідіопольський район)
- Молдове
- Надлиманське
- Негрове
- Нововолодимирівка (Голопристанський район)
- Новоградківка
- Новострільцівка
- Новофастів
- Орлове (Мелітопольський район)
- Осипенко (Бердянський район)
- Петродолинське
- Романова Балка
- Смирнове
- Сосонівка
- Яблунька (Сарненський район)